# Famille d'Assignies
La famille d'Assignies est une maison noble originaire d'Artois, proche d'Aire-sur-la-Lys, ayant une enclave à Tourmignies dans la châtellenie de Lille, (département du Nord). Retrouvée dès le XIe siècle, elle sert, au XVe siècle, le duc de Bourgogne Philippe le Bon puis l'empereur Maximilien Ier, ou encore au XVIe siècle Charles Quint. Par la suite, des membres prennent le nom de Tournay d'Assignies, en étant comtes d'Oisy (Oisy-le-Verger). Selon une source, ils auraient participé aux croisades, mais ceci n'est pas confirmé.
En 1676, un descendant de cette « très ancienne famille dont les membres ont occupé des emplois considérables », bénéficie du titre de marquis pour lui et sa descendance.
De nos jours, un domaine, ensemble de 18 hectares, situé sur la commune de Tourmignies et en partie sur celle de Mérignies, (dans le Pévèle, arrondissement de Lille, département du Nord), porte encore le nom d'Assignies et contient un bâtiment classé au titre des monuments historiques, vestige de l'ancien château de la famille, vendu et rebâti au XIXe siècle.
La famille d'Assignies s'est éteinte en 1831 avec son dernier représentant masculin. Le nom a été relevé par adjonction par les descendants du baron Albert-Baptiste Picot de Moras d'Aligny (1806-1888), marié en 1851 avec Marie-Antoinette d'Assignies (1813-1858).

## Armes
Les armes d'Assignies sont « Fascé de gueules, et de vair de six (ou huit) pièces».

## Histoire
La famille d'Assignies est retrouvée dès le XIe siècle en Artois : Thierri d'Assignies, époux de Mélisande de Cysoing, y vit en 1096. Le lien avec Tourmignies, où demeure de nos jours, le domaine d'Assignies, a lieu au XVe siècle, avec un Jean II, sire d'Assignies, reçu bourgeois d'Arras en novembre 1450, qui épouse Marie de Tourmignies,.  Au XVIe siècle, la famille se scinde en différentes branches et rameaux, qui se distinguent notamment par le titre dont bénéficient les derniers membres (baron, comte, marquis). La famille prospère en Artois, en Flandre, en Hainaut. Elle s'éteint au XIXe siècle, faute de descendant masculin.

## Barons d'Assignies
Les barons d'Assignies constituent le premier rameau de la branche aînée de la famille. Celle-ci débute au XVIe siècle et se perpétue jusqu'au début du XIXe siècle. Les d'Assignies de ce rameau restent en Flandre française, sont d'abord barons de Bailleul, par le mariage d'un des descendants à la fin du XVIIe siècle et, peu de temps après, sont dits barons d'Assignies au XVIIIe siècle. Le dernier membre expire en 1831, sans descendant masculin, ce qui marque la fin du rameau.

### Personnages notables
- Jean III d'Assignies, sire d'Assignies, commande au XVe siècle cinq cents (ou cent[2]) lances au service du duc de Bourgogne Philippe Le Bon[8],[6].
- Léon d'Assignies, sire d'Assignies, fils du précédent, est à la tête de cinq cents (ou quinze cents[9]) lances de la ville de Cambrai[2] pour Maximilien d'Autriche. Prévôt de Valenciennes[10], il meurt le 12 février 1517[11].
- Jacques d'Assignies, écuyer, sire d'Assignies, teste le 12 janvier 1603. Il est l'auteur en 1586 d'un volume contenant la généalogie de la famille avec les écussons[12]. Il a été chef du magistrat de Douai en 1546, 1550[13],[14].
- Jean d'Assignies (?-1642), moine de l'abbaye cistercienne de Cambron
- Jean V d'Assignies, « messire[15] », seigneur d'Assignies, devient baron de Bailleul, en Flandre maritime, par son second mariage, par contrat du 7 septembre 1685[16], avec « noble et illustre dame[15] » Marie-Françoise le Blanc, baronne de Bailleul, etc.[11].
- Marie-Aubertine d'Assignies[17], « noble et illustre demoiselle[15] », fille du précédent, se marie, après contrat passé au château des Assignies à Tourmignies le 11 octobre 1665, avec Jean-Baptiste-André de Nédonchel, (1639-1699), baron de Bouvignies, etc[15].
- Alexandre-Charles d'Assignies, chevalier, sire (baron[18]) d'Assignies, et de Bertoul, baron de Bailleul, etc., peut être le premier baron d'Assignies[16],[19].
- Alexandrine d'Assignies, descend du second lit du précédent, épouse son cousin, après dispense du pape[20], Octave- Alexandre de Nédonchel, (1697-1756), marquis de Nédonchel et de Bouvignies, comte du souverain Bruay-en-Artois, baron de Ravensberghe, (seigneurs de Ravensberghe), officier au service du roi de France[18].
- Eustache-Eugène d'Assignies, baron de Bailleul, seigneur d'Assignies, (baron d'Assignies[11]?), est probablement le dénommé Eustache d'Assignies, seigneur de Godewaersvelde qui donne ses armes à la commune en 1776[21]
- Joseph-Alexandre Ier d'Assignies, baron d'Assignies et de Bailleul, épouse en secondes noces en 1761, Marie-Éléonore de Nédonchel, (1739-1801), morte sur l'échafaud pendant la Terreur à Cambrai en 1794 (voir Terreur dans le Nord-Pas-de-Calais)[22],[23].
- Marie-Joseph-Louis Bonaventure d'Assignies, baron d'Assignies, nait en 1770 ou en 1775, peut-être à Douai, d'une mère née Nédonchel, et meurt en 1831[24],[25].  Bonaventure d'Assignies, propriétaire d'importants domaines fonciers dans le Nord et le Pas-de-Calais et d'un hôtel à Douai, officier de province au régiment de Flandre[25], est appelé à Paris pendant la Révolution française. Il émigre en 1791 en apprenant l'échec de la fuite du roi Louis XVI (fuite de Varennes). Retiré à Clèves puis à Emmerich, il s'adonne à la peinture pour survivre et avec des semblables, il donne des concerts de musique. En rentrant en France en 1801, il passe un temps à Tournai, s'installe à Lille où il fonde une société qui donne des concerts dans les locaux du conservatoire de Lille[25]. Il compose une messe à grand orchestre qui est exécutée dans l'église Saint-Maurice de Lille et qui rencontre un certain succès[26].  Il est l'auteur en 1810 d'un manuscrit Mémoires d'un exilé 1789-1801. Le texte renseigne sur la vie quotidienne d'un émigré de second plan [27]. En 1872, la cathédrale de Tournai possède encore un de ses tableaux[28]. Il a obtenu à Paris dans une exposition une médaille pour un tableau de paysage[29]. L'église de Tourmignies possède également en 1872 une de ses œuvres représentant les disciples d'Emmaüs. Et en 1830, encore, il a donné à l'église Sainte-Catherine de Lille un tableau Fuite en Égypte[29].  Il meurt à Tourmignies en 1831, n'ayant eu que des filles, et cette branche prend fin avec lui. Bonaventure baron d'Assignes a épousé Jacqueline-Rose-Victoire Boucquel de Beauval. Leur fille Marie-Antoinette d'Assignies épouse en 1835 Albéric-Louis-Joseph Castellain de Lispré, mort à Ixelles en 1805[30] et, veuve, se remarie en 1851 avec le baron Picot d'Aligny[31].

La famille d'Assignies récupère les biens lors de la Restauration. Ceux-ci changent de mains et sont vendus en 1860 à un industriel lillois Henri Boutry-Van Isselteyn lequel fait construire un nouveau château, dont il reste le domaine d'Assignies cité dans l'introduction.

## Comtes d'Assignies
Les comtes d'Assignies forment le second rameau de la branche aînée. Il débute à la fin du XVIe siècle avec Pierre II d'Assignies. Les d'Assignies de ce rameau servent puis s'implantent dans le Hainaut. Dits comtes d'Assignies, au XVIIIe siècle, sans que la date précise de cette élévation ait pu être retrouvée, ils disparaissent peu de temps après.

### Personnages notables
- Pierre II d'Assignies, fils de Ponthus d'Assignies, à la tête d'un régiment d'infanterie[33], est armé chevalier devant Saint-Quentin par Charles Quint. Seigneur du Planty-en-Beauce, sergent major du régiment de Brigincourt, des États nobles du Hainaut, gouverneur du château de Valenciennes puis de Maubeuge, mort en 1595[7],[34],[35].
- Louis d'Assignies, seigneur d'Angest en Flandre, fils du précédent, commandant de cinq compagnies d'infanterie, gouverneur de Presbourg, (actuelle Bratislava), en Hongrie, où il est tué en combattant les ottomans (guerres ottomanes en Europe). Il prend alliance avec Isabeau de Massiet, fille de Baudouin de Massiet[7],[2].
- Guillaume d'Assignies, frère du précédent, est gouverneur de Maubeuge après son père[33].
- Antoine IV d'Assignies, capitaine d'infanterie, frère du précédent, épouse Marie de Saint-Genois, fille de Jean de Saint-Genois, et de Jossine de Zuutpeene (sans doute Zuytpeene). Il peut être le Antoine d'Assignies, gouverneur de Maubeuge puis gouverneur de Cresne sur le Danube[2] à moins que ce commandant de Cresne ne soit Louis d'Assignies son frère[16],[36].
- Jean IV d'Assignies, (1563-1642), frère du précédent, nait à Bauffe, près de Chièvres. Moine de l'abbaye de Cambron, où il est novice puis sous-prieur, l'abbé de Cambron, Jean Farinart, le nomme en octobre 1618, à la tête de l'abbaye de Nizelles. Jean IV d'Assignies est un érudit, auteur de plusieurs ouvrages mystiques et historiques, publiés entre 1598 et 1639, le plus souvent à Douai[37],[38]. Il meurt à Nizelles quasi octogénaire[39].
- Ferdinand-Alphonse (ou Philippe) d'Assignies, comte d'Assignies[16], seigneur de Betissart, Angest, etc.[40], a un fils Ferdinand d'Assignies, appelé messire, comte d'Assignies, seigneur de Baudimont, etc., député de l'ordre noble du Hainaut[41], qui épouse dame Marie Odile de la Barre[40], baronne du Maisnil [42].
- Marie-Françoise-Ferdinande-Odile d'Assignies, fille de Ferdinand-Alphonse, comtesse d'Assignies, dame de l'ordre de la croix étoilée[41], se marie avec Louis-Félix-Emmanuel-Chrysostome Denis[43] de Corswarem, colonel d'infanterie, comte du Saint-Empire, créé duc de Looz-Corswarem par l'empereur Charles VI le 24 décembre 1734[44] (Maison de Corswarem)[40],[43]. Ce rameau parait prendre fin avec elle.

## Marquis d'Assignies
Les marquis d'Assignies proviennent de la branche cadette de la famille. Celle-ci se fonde au XVIe siècle avec Antoine Ier d'Assignies : fils cadet de Léon d'Assignies, il nait en 1514 ou en 1525. Écuyer, seigneur d'Allouagne, (dont la famille a par ses dons permis la construction de l'église), de Venchy, avoué héréditaire de Thérouanne, mayeur de Saint-Omer en 1553, 1558 et 1563, « mestre de camp de cavalerie » et d'infanterie, il est créé chevalier par Charles Quint le 28 janvier 1554 devant Le Cateau-Cambrésis,. Il meurt le 2 ou le 20 novembre 1590 (le 2 avril 1599 dans son château d'Assignies?). Son épitaphe dans l'église d'Allouagne indique qu'il « commanda en chef tant à gens de cheval ou de pied dans toutes les guerres et expéditions de l'empereur Charles Quint.»
Les marquis d'Assignies forment le premier rameau de la branche cadette. Cette distinction leur est accordée en la personne de Jean-Baptiste d'Assignies retrouvé au XVIIe siècle. Ils sont implantés dans l'actuel Pas-de-Calais autour des fiefs d'Allouagne et de Verquin, à proximité de Béthune. Ils ne sont plus retrouvés après le début du XIXe siècle.

### Personnages notables
- Antoine II d'Assignies, fils du premier lit d'Antoine Ier, est seigneur d'Allouagne, lieutenant général des hommes d'armes des Pays-Bas. Il épouse en 1582 Barbe d'Auxi, (ou d'Aussay? ou Barbe le Borgne, dite d'Aussay[49]) dame de Lambres-lez-Douai, Lambrechies (Wambrechies?), et Acquembronne (commune actuelle de Lumbres). Il meurt en 1614[19],[50].
- Marie d'Assignies, sœur du précédent, épouse Denis de Massiet, chevalier, seigneur de Staple, Buysscheure, baron de Ravensberghe, bourgmestre du franc de Bruges en 1600-1601 et 1603[48].
- Jean-Baptiste d'Assignies, fils d'Oudard, est créé marquis de Wendi (ou Venchy[2]), par lettres d'octobre 1676. Il dispose d'un revenu de plus de quinze mille livres de rente[2],[50].  Les lettres d'érection de la terre de Wendi en marquisat, données à Versailles, par le roi de France Louis XIV, précisent que la terre relève de Thérouanne, et qu'elle consiste en deux cent quatre vingt une mesures (environ cent vingt-six hectares) de bois, terres labourables, prairies, un moulin avec plusieurs fiefs, villages et seigneuries qui en relèvent. Elle possède toute la justice seigneuriale et un revenu de plus de trois mille livres[2].
- Isidore-Charles d'Assignies, fils du précédent, marquis de Wendi, dit d'Assignies, cornette au régiment de Quincy.
- Octave-Eugène d'Assignies, frère du précédent, marquis d'Assignies, seigneur de Verquin par son mariage[51], page de la grande écurie du roi[52], épouse en 1685 Marie Florence de Marquais[53].
- Victor-Alexandre d'Assignies, frère du précédent, né le 20 février 1666, chevalier de l'ordre de Malte (Ordre de Saint-Jean de Jérusalem) en 1678.
- François-Eugène d'Assignies, fils d'Octave-Eugène, chevalier, marquis d'Assignies, seigneur d'Annequin, par son mariage, se marie en juillet 1714 avec Marie-Philippe-Albérique du Châtel, ou du Chastel, comtesse de Blangerval[50], dame d'Annequin et autres lieux. François-Eugène meurt à l'âge de 43 ans le 19 juillet 1731. Sa femme décède le 19 juillet 1744. Ils sont inhumés dans la chapelle d'Assignies attenante au chœur de l'église d'Annequin[54].
- Charles-François-Florent d'Assignies, (1717-1753), fils du précédent, né en 1717, marquis d'Assignies, offre en 1724 la grosse cloche de l'église d'Annequin. Il meurt le 15 octobre 1753 à l'âge de 36 ans. Il est inhumé dans le cimetière d'Annequin, et une litre funéraire est peinte autour de l'église, portant son blason surmonté de la couronne de marquis et supporté par deux lions. Une dalle est installée à sa mémoire dans la chapelle de la famille. Sa veuve se remarie deux fois et décède le 8 août 1783. Elle est installée dans la chapelle seigneuriale désignée jusqu'à sa destruction en 1914 sous le nom de chapelle Madame[54].
- Marie-Françoise-Constance-Antoinette d'Assignies, fille de Charles-François-Florent, née le 26 juin 1740, se marie le 4 novembre 1756 à Annequin avec François-Ferdinand, comte de Lannoy-Saint-Empire, seigneur d'Annappes, et autres lieux[55], lieutenant au Régiment du Roi, colonel aux Grenadiers de France, né en 1732. Son mari meurt en janvier 1790. Elle est la dernière marquise d'Assignies, la Révolution française abolissant les titres de noblesse. Elle est arrêtée dans son hôtel particulier de Béthune en tant que « citoyenne Dassignies » le 16 janvier 1794 sur ordre du comité de surveillance appliquant un décret de Joseph Le Bon relatif aux ci-devant nobles. Elle est alors dite agricultrice bénéficiant d'un revenu de vingt mille livres. Elle parvient à se justifier de n'avoir aucune relation ni aucun sentiment contre-révolutionnaire. Elle est libérée peu après et meurt à Lille en 1805[54]. Cette branche de la famille d'Assignies se termine avec elle. Les d'Assignies, seigneurs d'Allouagne semblent avoir été peu appréciés en cette cité selon un dicton local « méchant comme un d'Assignies[54] ».

## Tournai d'Assignies, comtes d'Oisy

Armes de la famille de Tournai d'Assignies

Les Tournai d'Assignies, comtes d'Oisy, constituent le second rameau de la branche cadette. Ils portent ce nom depuis le XVIIe siècle, le port du nom étant la condition mise pour bénéficier d'un fort bel héritage légué par un cousin de la famille. Ils disparaissent à l'aube de la Révolution française.
Oisy-le-Verger est une seigneurie datant du IXe siècle, située en Artois, érigée en comté en 1665 (voir Liste des seigneurs d'Oisy).
Armes des Tournai d'Assignies-Oisy : « D'or à trois lionceaux naissants de gueules, armés et lampassés d'argent (ou d'azur)».

### Personnages notables
- Antoine III d'Assignies, fils d'Antoine I d'Assignies et de Jeanne de Fœutre, dit Antoine d'Assignies "le jeune", chevalier, seigneur de Wasnes, est lieutenant d'une compagnie d'hommes d'armes[55].
- Julien-Eustache d'Assignies, fils d'Eustache, nait le 17 décembre 1638[58]. Il hérite de son cousin Philippe de Tournai en mai 1678, le comté d'Oisy et ses autres nombreux biens, soit une très belle fortune, à condition qu'il prenne les nom et armes de Tournai[59],[60]. Julien-Eustache de Tournai d'Assignies prend alliance en secondes noces à Douai, paroisse St-Nicolas, le 17 juillet 1679, avec Alexandrine d'Assignies, (origine non précisée), (1648-1705), qui décède veuve à Douai paroisse St-Albin le 5 février 1705, âgée de 57 ans, inhumée dans l'église d'Oisy[61].  Il meurt le 13 mai 1687[56].
- Jean-Eustache de Tournai d'Assignies, comte d'Oisy, et autres lieux, réside au château d'Oisy. Il se marie par contrat du 26 juin 1687 avec Marguerite-Claire (ou Marie Claire[62]) de Berghes-Saint-Winock (Bergues) (Maison de Berghes-Saint-Winock). Il décède à Oisy le 1er septembre 1716[56].
- Charles-Joseph (Eugène) (ou Christophe Eugène) (également dit Claude Joseph Eugène) de Tournai d'Assignies, comte d'Oisy, colonel d'infanterie en 1718, mestre de camp du régiment d'Auxerrois, commandeur de l'ordre royal de Notre-Dame du Mont-Carmel et de Saint-Lazare de Jérusalem pour lequel il touche en 1718 une pension de 2000 livres sur l'archevêché de Cambrai[63],[64].  Il meurt le 19 juillet 1764, à l'âge de 70 ans, alors qu'il prend les eaux à Aix-la-Chapelle[56].
- Gabriel-Joseph de Tournai d'Assignies, (1727- 1776), fils du précédent, nait le 7 mai 1727 à Oisy, chevalier de Malte en 1734, au service de cet ordre de 1748 à 1751, et officier de la Marine royale française, avec un intermède dans l'artillerie (1762 à 1764). Il meurt à Paris le 10 mai 1776. Chevalier puis comte d'Oisy, il gravit les échelons d'officier de marine jusqu'à capitaine de vaisseau en 1767. Il participe à différents combats navals. Nommé commandant de la marine à Dunkerque en 1763, capitaine du 1er bataillon du régiment de Saint-Malo en 1772, inspecteur du Dépôt des cartes et plans de la Marine de 1773 à 1776, il meurt avant d'avoir pu effectuer sa dernière mission : membre de la commission chargée en 1776 par le ministre de la Marine Antoine de Sartine, d'étudier le meilleur emplacement pour l'installation d'un port militaire sur la Manche. Il était membre depuis 1769 de l'Académie royale de Marine[65].
- Eustache-Joseph de Tournai d'Assignies, appelé messire, comte (marquis[66]) d'Oisy. Capitaine lieutenant de la compagnie des gendarmes d'Orléans (Gendarmerie de France) en 1755, ancien mestre de camp, chevalier de l'ordre de Saint-Louis, il réside à Oisy[64]. N'ayant pas d'enfants, il laisse par testament du 12 juillet 1785, son immense fortune et ses biens à son neveu Charles-Joseph-Louis-Marie-Guilain Plotho d'Ingelmunster[67].  Il meurt à Paris le 1er janvier 1792, le château ayant été détruit pendant la Révolution.  Le rameau des Tournai d'Assignies, et toutes les possessions associées, prend donc fin à la veille de la révolution française de 1789.

## Alliances
Les membres de la famille d'Assignies nouent alliance avec de nombreuses familles : de Tourmignies, de Hénin-Liétard, de Nédonchel, de Saluces-Bernicourt, de Saint-Genois, de Corswarem, de Berghes-Saint-Winock, de Beaufermez, Picot de Moras d'Aligny (1851), etc.

## Pour approfondir